# エリザベス・ガートルード・ブリトン

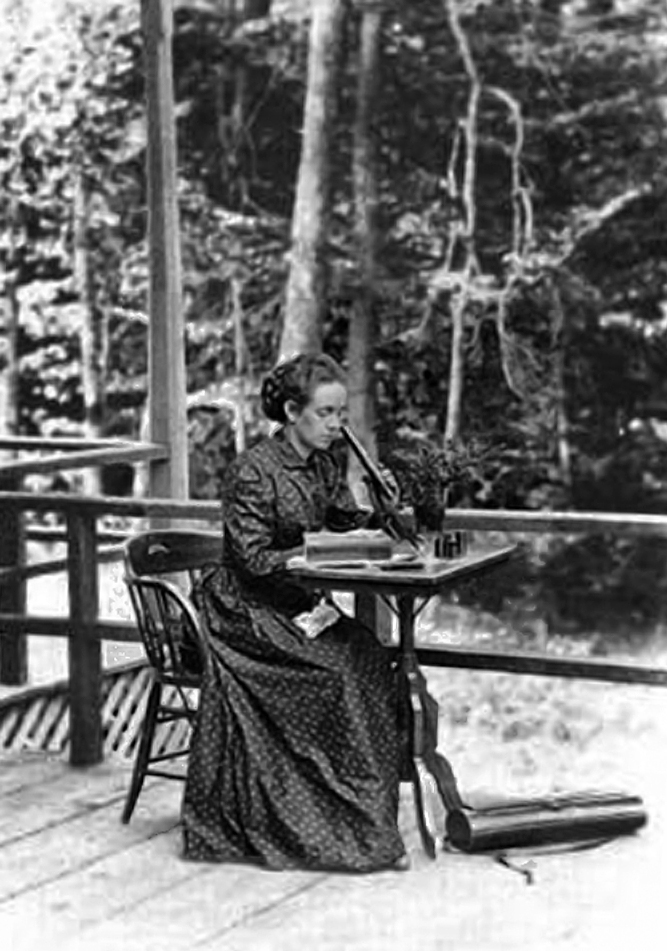
エリザベス・ガートルード・ブリトン

エリザベス・ガートルード・ブリトン（Elizabeth Gertrude Britton、結婚前の姓は Knight、1858年1月9日 – 1934年2月25日）は、アメリカ合衆国の植物学者・蘚苔類研究者・教育者。夫のナサニエル・ロード・ブリトンとともにニューヨーク植物園の創立に貢献した。

## 略歴
ニューヨークの家具工場主で、キューバのマタンサスで砂糖栽培を営む家に生まれた。幼少期には、キューバで多くの時間を過ごした。ノーマル・カレッジ（現在のニューヨーク市立大学ハンター校）を卒業した。カレッジの職員となり、1879年にトーリー植物クラブに入会した。1881年に植物クラブの会誌に最初の論文を寄稿した。1883年に蘚苔類に関する論文を発表し、ウィスコンシン州のエビゴケ科のEustichium norvegicumを採集し、その生活史の解明に貢献する論文を書いた。1885年にコロンビア大学の地質学の助手のナサニエル・ロード・ブリトンと結婚した。結婚後の1888年にイギリスのキューガーデンへ旅し、ニューヨークに同じような植物園の設立を着想した。夫妻は募金運動を行い、1891年にニューヨーク植物園が設立されると、夫のナサニエル・ロード・ブリトンが、初代の園長に就任した。エリザベスはニューヨーク植物園の蘚苔類部門の名誉学芸員に任じられた。
サリヴァン苔類協会を設立し、これは後に、アメリカ蘚苔類地衣類学会(American Bryological and Lichenological Society）に発展した。1902年には野生植物保全協会（Wild Flower Preservation Society of America）の設立者の一人になった。1881年から1930年の間に170編の苔類の論文を含む346本の論文を発表した。

センボンゴケ目、ヤリカツギ科の属名、Bryobrittoniaに献名されている。ラン科のポンティエヴァ・ブリトナエ（Ponthieva brittonae Ames）のタイプ標本を採集し、ブリトンの名前がつけられた。